# Diatenopteryx
Diatenopteryx es un género con dos especies de plantas de flores perteneciente a la familia Sapindaceae. 

## Especies seleccionadas
- Diatenopteryx grazielae
- Diatenopteryx sorbifolia